# Chilpancingo de los Bravo (khu đô thị)
Chilpancingo de los Bravo là một khu đô thị thuộc bang Guerrero, México. Trung tâm là thành phố Chilpancingo de los Bravo.

## Địa lý
Khu đô thị nằm trong dãy Sierra Madre del Sur, diện tích là 2.338,4 kilômét vuông (902,9 dặm vuông Anh).
Tính đến năm 2005, dân số khu đô thị là 214.219 người.

### Thành phố và làng mạc
Khu đô thị có 114 địa phương. Những đơn vị hành chính lớn nhất là:
| Địa phương                | Dân số  |
| ------------------------- | ------- |
| Tổng của khu đô thị       | 214.219 |
| Chilpancingo de los Bravo | 166.796 |
| Petaquillas               | 7.627   |
| Ocotito                   | 6.212   |
| Mazatlán                  | 4.599   |
| Jaleaca de Catalán        | 2,578   |
| Palo Blanco               | 2.288   |
| Julian Blanco             | 1.956   |